# 吳應明
吳應明（1557年—？），字仲卿，又字以誠，號懷溪，直隸徽州府歙縣人，民籍，明朝政治人物，萬曆丙戌進士。

## 生平
萬曆七年（1579年）己卯科應天府鄉試第九名舉人。萬曆十四年（1586年），登進士第三甲第二百十名。户部观政，授江西安福縣知縣。萬曆二十年（1592年）十月，選授戶科給事中。二十一年八月升兵科右给事中，巡视京营，二十二年二月升户科左，六月与编修吴道南典試浙江，九月遷工科都给事中。建言國本，二十三年進太常寺少卿。給假奉母歸里，數年卒。

## 家族
曾祖父吳祖信；祖父吳崇憲；父親吳尚璜。母余氏。慈侍下。從弟吴一新，乙酉举人、乙未進士。